# マルティン・ラサルテ
マルティン・ベルナルド・ラサルテ・アロスピデ（Martín Bernardo Lasarte Arróspide, 1961年3月20日 - ）は、ウルグアイ・モンテビデオ出身の元サッカー選手、現サッカー指導者。現役時代のポジションはディフェンダー。

## 経歴
プロデビューしたナシオナル・モンテビデオでは、1988年にコパ・リベルタドーレス優勝、トヨタカップ優勝を果たした。同年にスペイン・セグンダ・ディビシオン（2部）のデポルティーボ・ラ・コルーニャへ移籍し、プリメーラ・ディビシオン（1部）昇格を経験した。1992年にウルグアイに戻り、デフェンソール・スポルティング、セントラル・エスパニョールFC、CAレンティスタスに在籍して現役引退した。
現役引退後は指導者の道に進んだ。ウルグアイにて実績を積み、CAリーベル・プレートでは2部優勝（2004年）、ナシオナルで一部リーグ優勝（2005、2005-06シーズン）を果たした。2009年にはスペイン・セグンダ・ディビシオン（2部）のレアル・ソシエダ監督に就任し、2009-10シーズンにはチームを3シーズンぶりのプリメーラ・ディビシオン（1部）復帰へ導いた。2010-11シーズンは降格圏と勝ち点2差の15位に終わり、2011年5月24日に解任された。
2016年6月16日、グスタボ・ムヌアの辞任に伴い、1年半の契約でナシオナル・モンテビデオの監督に再び就任した。

## タイトル

### 選手時代
ナシオナル・モンテビデオ
- コパ・リベルタドーレス:1回（1988）
- トヨタカップ:1回（1988）

### 指導者時代
CAリーベル・プレート
- セグンダ・ディビシオン・プロフェシオナル:1回（2004）

ナシオナル・モンテビデオ
- プリメーラ・ディビシオン:1回（2005、2005-06、2016）

レアル・ソシエダ
- スペイン・セグンダ・ディビシオン:1回（2009-10）

ウニベルシダ・デ・チレ
- プリメーラ・ディビシオン:1回（2014A）
- コパ・チレ（スペイン語版）:1回（2015）
- スーペルコパ・デ・チレ（スペイン語版）:1回（2015）

アル・アハリ
- エジプト・プレミアリーグ:1回（2018-19）